# Croatia Airlines
Pour les articles homonymes, voir CTN.

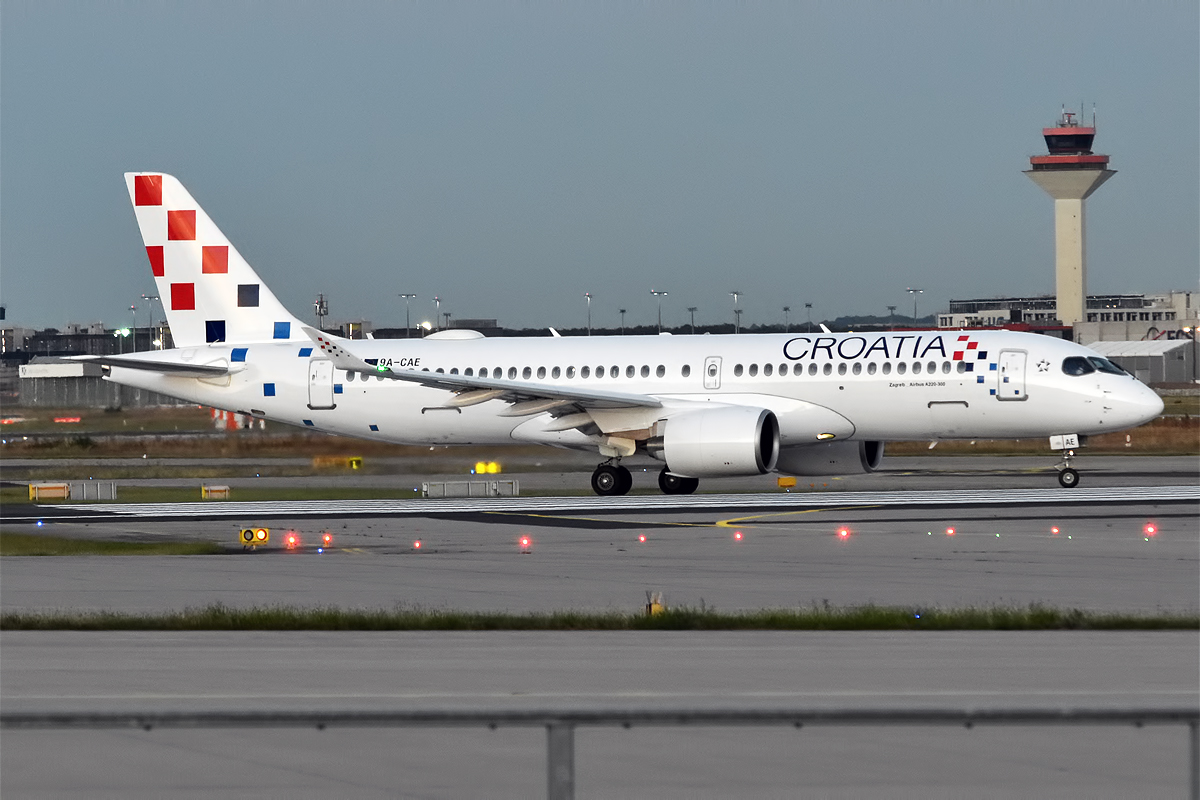
Un Airbus A220 de Croatia Airlines

Croatia Airlines (code AITA : OU ; code OACI : CTN) est la compagnie aérienne porte-drapeau de la Croatie. Elle est basée à Zagreb.
Créée le 7 août 1989 sous le nom de Zagal (Zagreb Airlines), la compagnie commence ses activités avec un avion de type Cessna 402 C en transportant des colis pour la compagnie américaine de transport de marchandises et de logistique UPS. Après les premières élections libres en Croatie, la compagnie change de nom et devient Croatia Airlines le 23 juillet 1991.
Sa plate-forme de correspondance est située sur l'aéroport de Zagreb - Pleso.
En 1996, Croatia Airlines est la première compagnie aérienne à rétablir, avec un ATR 42, une ligne aérienne régulière avec Sarajevo, capitale de la Bosnie-Herzégovine, après 4 ans d'interruption de trafic aérien civil régulier pour cause de conflit armé.
Le 1er janvier 1998, la compagnie intègre l'association des compagnies européennes de navigation aérienne (AEA, de l'anglais Association of European Airlines). Le 18 novembre 2004, après la signature d'un contrat d'adhésion à Francfort, Croatia Airlines devient le 15 décembre 2004 membre régional de Star Alliance, avec les compagnies slovène Adria Airways et finlandaise Blue 1.
Les avions de sa flotte portent des noms de ville et région de Croatie.

## Histoire
- 1991

Ancien logotype de Croatia Airlines.

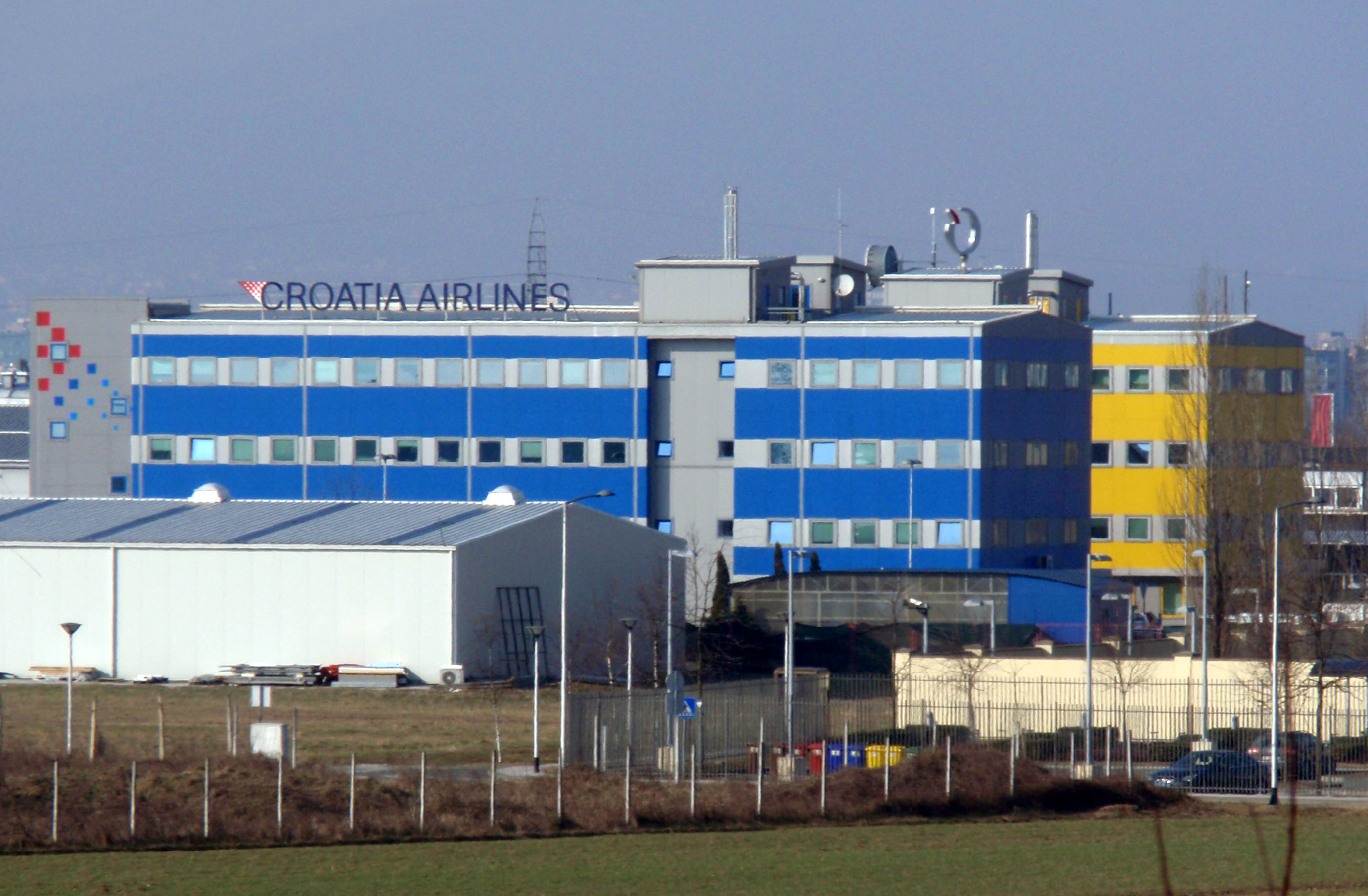
Le siège social de Croatia Airlines.

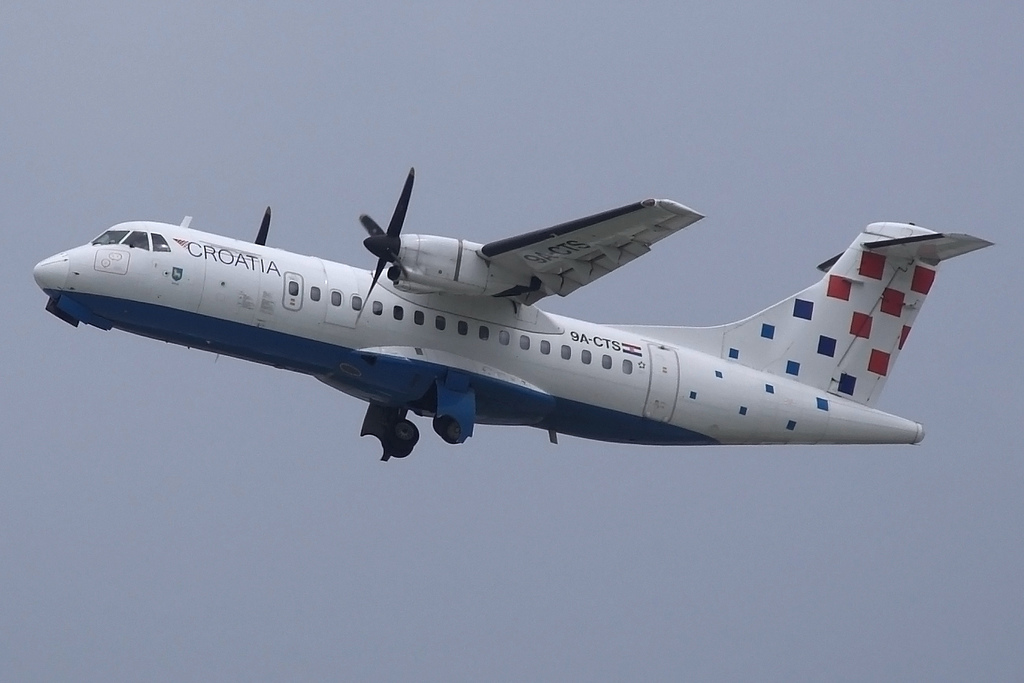
Croatia Airlines ATR 42-310QC (9A-CTS) baptisé Istra.

  - Signature d’un accord avec la compagnie slovène Adria Airways pour la location de deux appareils en wet lease McDonnell-Douglas MD-82 (YU-ANC et YU-ANO). Début des opérations le 5 mai 1991 sur la ligne Zagreb – Split. Suspension des vols commerciaux en octobre 1991 pour cause de guerre avec l'armée populaire yougoslave (JNA) et les paramilitaires serbes. Trafic : 140 000 passagers.
- 1992

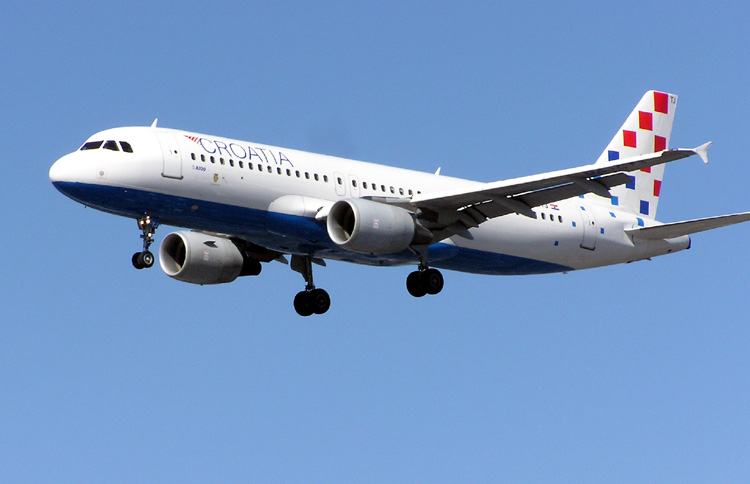
Croatia Airlines Airbus A320 (9A-CTJ) baptisé Dubrovnik

- - Le trafic aérien commercial est suspendu à la suite de la guerre en Croatie. Il reprend en avril 1992 après l’achat de 3 Boeing 737-200 Advanced (9A-CTA, 9A-CTB et 9A-CTC) à la compagnie allemande Lufthansa. Croatia Airlines devient membre de l’IATA. Trafic : 238 000 passagers.
  - L’arrivée en provenance de Hambourg du premier Boeing 737, le 3 avril 1992 fut relativement mouvementée pour un vol civil, car dans un premier temps, à la suite d'une erreur, le survol de l’Autriche fut refusé par les autorités locales pensant qu’il s’agissait d’un vol militaire. Une fois ce problème réglé, à l’approche de Zagreb, deux Mig-21 de l’armée yougoslave décollaient de la base aérienne de Bihać afin d'intercepter le Boeing 737. Ceci l'obligea à effectuer une partie du trajet à basse altitude, en rasant la montagne de Sljeme au nord de Zagreb, pour finalement atterrir sans incidents à l'aéroport de Zagreb-Pleso. Le premier vol international eut lieu le 5 avril 1992 à destination de Francfort avec l’immatriculation RC-CTA qui deviendra à la demande de l’OACI, 9A-CTA. Cet avion volera jusqu’au 12 décembre 1999, sous les couleurs de Croatia Airlines. Il continuera sa carrière en Afrique du Sud sous les couleurs de Comair et Interlink Airlines avec l'immatriculation ZS-OLC.
- 1993
  - Extension de la flotte par l’achat de 2 avions ATR 42-310QC (9A-CTS et 9A-CTT) et 2 Boeing 737-200 Advanced (9A-CTD et 9A-CTE). Ouverture d’agences en Croatie à Rijeka, Pula et Zadar et de la première succursale à l’étranger à Francfort. Trafic 473 000 passagers.
- 1994
  - Millionième passager depuis la création transporté le 9 juin 1994 et transporteur officiel du pape Jean-Paul II lors de sa visite en septembre 1994 en Croatie. Ouverture à Noël d’une agence à Split. Trafic 660 000 passagers.
- 1995
  - Achat d’un nouveau ATR 42-320 (9A-CTU) pour arriver à une flotte de 8 appareils. Création du programme de fidélité "Frequent Flyer". Ouverture d’agences à Skopje, Zurich, Munich, Berlin, Düsseldorf, et Londres. Célébration du 2 000 000e passager le 18 septembre. Trafic : 700 000 passagers.
- 1996
  - Ouverture d’une agence à Sarajevo le 28 septembre. Croatia Airlines est la première compagnie aérienne à effectuer des vols réguliers depuis la fin de la guerre en Bosnie-Herzégovine, vers Sarajevo avec un ATR 42. Trafic : 823 000 passagers.

- 1997

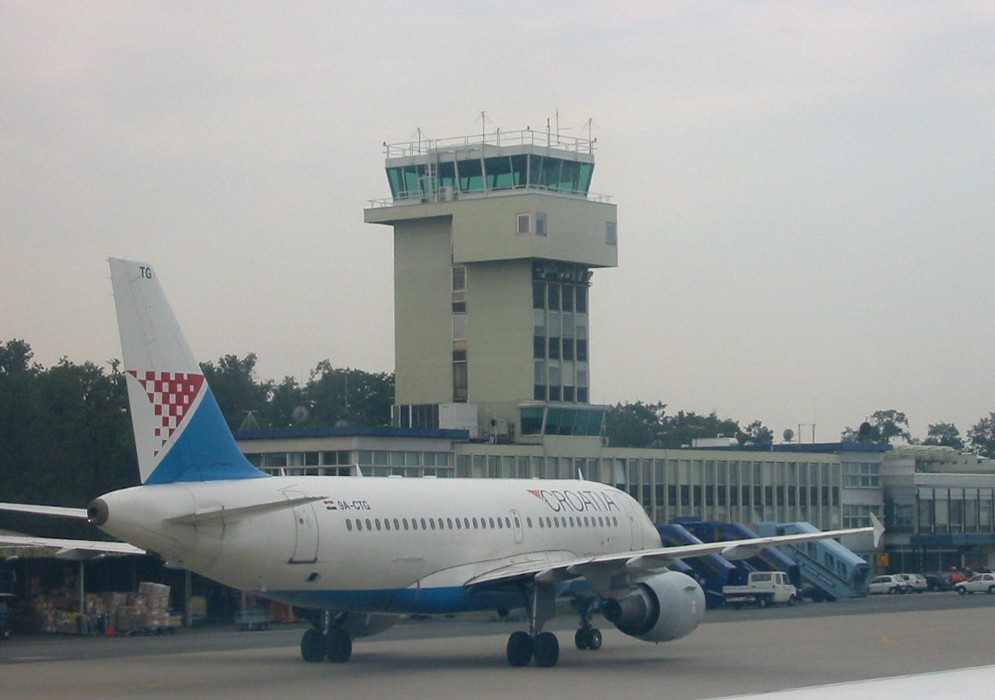
Croatia Airlines Airbus A319 (9A-CTG) baptisé "Zadar" avec les anciennes couleurs de la compagnie en 2002 devant la tour de contrôle de l'aéroport de Zagreb.

  - Arrivée du premier Airbus A320-212 (9A-CTF) baptisé "Rijeka" et ouverture d’une agence commune avec l’office de tourisme croate à Amsterdam. Trafic : 866 000 passagers.

- 1998
  - Le 1er janvier 1998 Croatia Airlines devient membre de l’AEA, Association des compagnies européennes de navigation aérienne (AEA, Association of European Airlines). Arrivée du premier Airbus A319 (9A-CTG) baptisé "Zadar" et du deuxième (9A-CTH) en mai, baptisé "Zagreb". Ouverture d’agences à Rome, Paris et Vienne. Trafic : 919 000 passagers.
- 1999

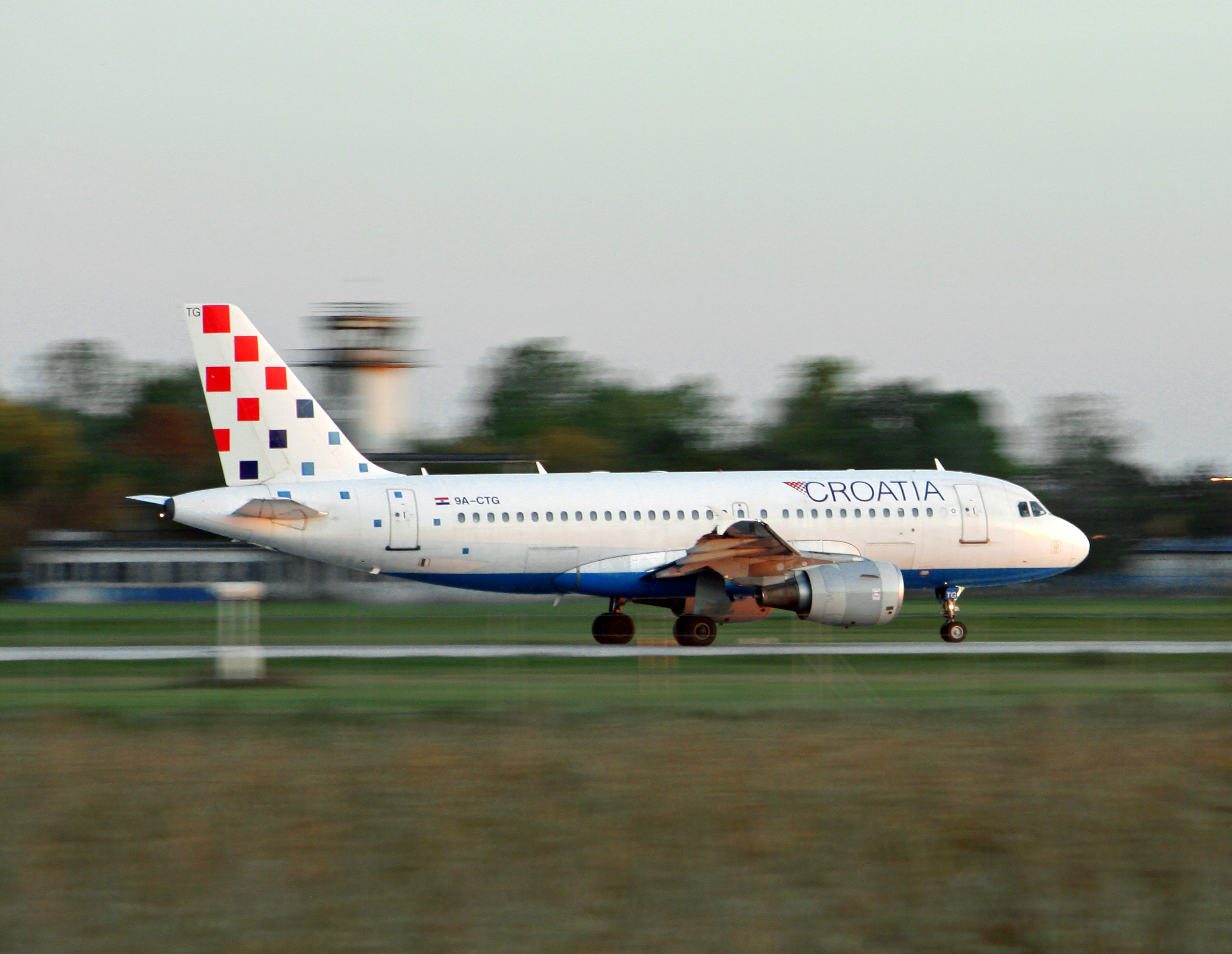
Croatia Airlines Airbus A319 (9A-CTG) baptisé "Zadar" aux nouvelles couleurs de Croatia Airlines

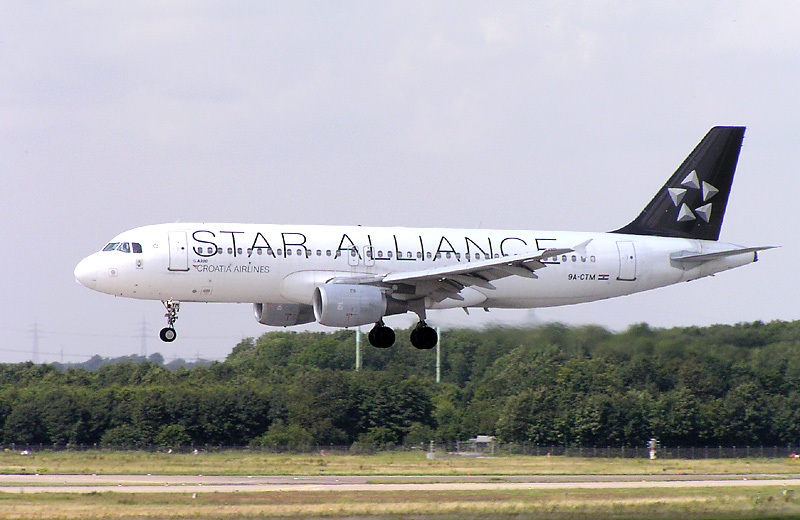
Croatia Airlines Airbus A320-212 (9A-CTM) baptisé Šibenik aux couleurs de Star Alliance

- - Le 27 mai 1999, 5 000 000e passager transporté depuis la création de la compagnie. Arrivée de 2 nouveaux Airbus A319 et d’un A320 (9A-CTJ) supplémentaire baptisé "Dubrovnik". Vente des anciens Boeing 737 à la suite de l’arrivée progressive des nouveaux Airbus A319 et A320.
- 2000
  - Fin de la première phase de renouvellement de la flotte par l’arrivée supplémentaire d’un Airbus A319 et d’un A320. L’année se termine pour la première fois avec 1 000 000 de passagers transportés.
- 2001

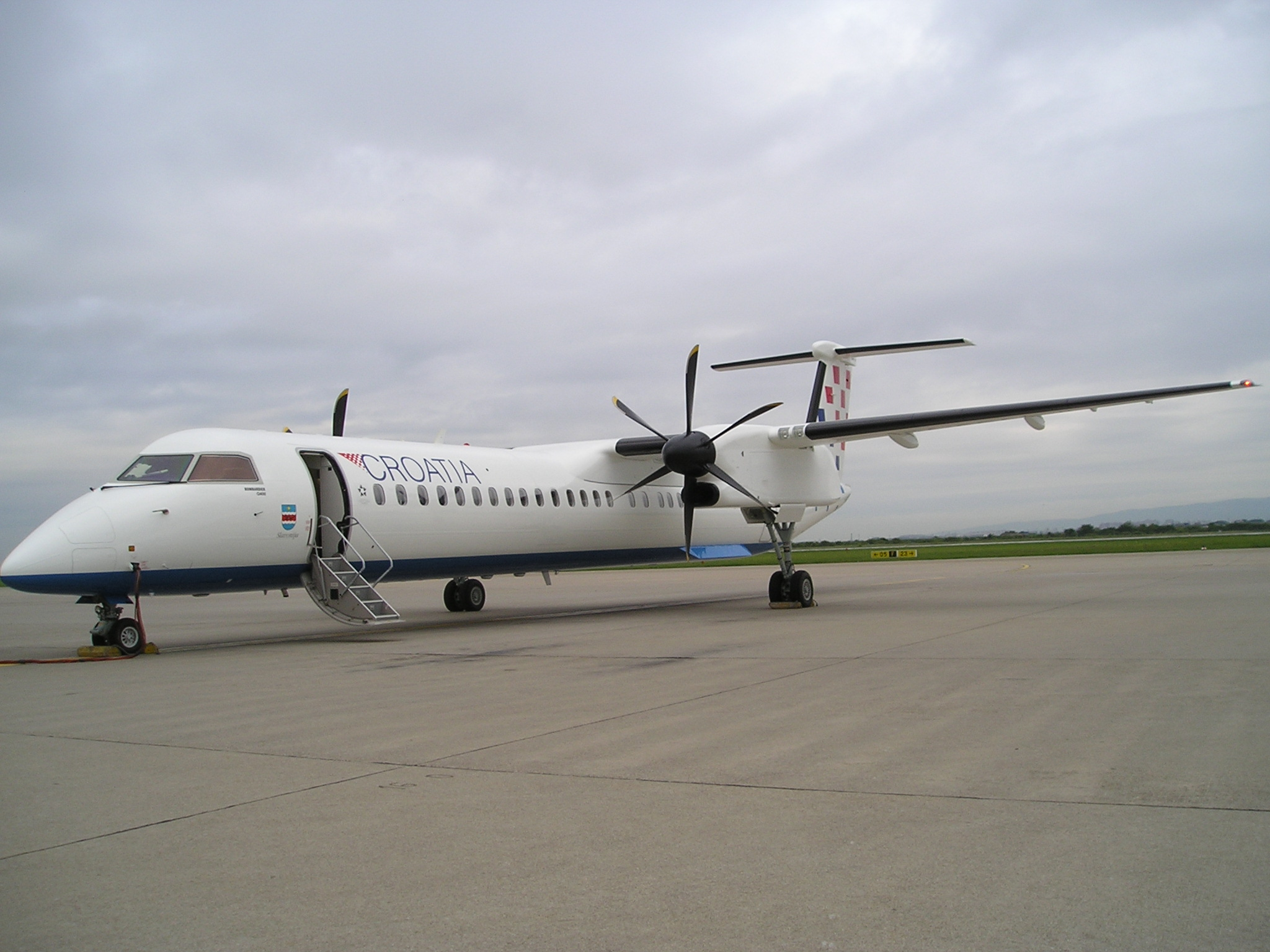
Croatia Airlines De Havilland Canada DHC-8-402Q Dash (9A-CQA) baptisé "Slavonija" en service depuis le 23 mai 2008.

- - 10e anniversaire du premier vol commercial de la compagnie. Obtention de la part des autorités allemandes (LBA - Luftfahrt Bundesamt) du certificat JAR 145. Trafic : 1 242 468 passagers.
- 2002
  - Introduction le 3 avril, d’un avion supplémentaire de type BAe 146-200 (G-OZRH) loué à la compagnie anglaise Flightline. Le certificat JAR 145 est prolongé pour 2 ans. Trafic : 1 322 284 passagers.
- 2003
  - Introduction le 16 juin à la bourse de Zagreb de l’action Croatia Airlines. Obtention du certificat JAR OPS 1 AOC et ISO 9001:2000 en décembre. Trafic : 1 468 410 passagers.
- 2004
  - En février, apparition du nouveau logo Croatia Airlines sur l'empennage des appareils. Arrivée en avril d’un Airbus A319 (D-AILH) baptisé Velika Gorica loué à la Lufthansa pour une période d’un an. Le 15 décembre, la compagnie devient membre régional de « Star Alliance ». Trafic : 1 531 248 passagers.
- 2005
  - Mise en service le 4 mai d’un Airbus A320-212 (9A-CTM) baptisé "Šibenik" aux couleurs de "Star Alliance". Trafic : 1 555 033 passagers.
- 2006
  - Début de collaboration avec TAP Portugal sur la ligne Lisbonne - Zagreb. Le 15 septembre 2006, Croatia Airlines fête son quinze millionième passager. Introduction du billet électronique. Trafic : 1 577 277 passagers.
- 2008
  - Le 24 avril, l'ATR 42 immatriculé 9A-CTU, quittait définitivement la Croatie pour rejoindre le Honduras sous les couleurs de la compagnie Islena Regional avec l'immatriculation HR-AUX. Du 2 mai au 16 juin un Fokker F100 de la compagnie Trade air fut loué avant la mise en service des nouveaux Dash 8.
  - Arrivée le 19 mai, en provenance du Canada du premier Dash 8 à Split. Baptisé Slavonija, il reçut l'immatriculation 9A-CQA et effectua le 23 mai, son premier vol commercial vers Bruxelles.
  - Arrivée le 27 juillet du second Dash 8, il reçut l'immatriculation 9A-CQB et fut baptisé Lika. Il entra en service commercial le 1er août sur la ligne Zagreb - Zadar.
- 2009
  - Arrivée du troisième Dash 8 le 14 juin et du quatrième le 25 juin.
  - La compagnie fête le 24 juillet 2009 son vingt millionième passager transporté depuis sa création.
- 2020
  - Mise en service du cinquième Airbus A319 le 13 mai, baptisé "Osijek".
- 2022
  - Croatia Airlines passe une commande ferme sur six Airbus A220-300 en novembre 2022.
- 2024
  - Croatia Airlines adopte une nouvelle identité visuelle, plus moderne, adapté à la queue des avions dont les nouveaux Airbus A220 mais également en adoptant de nouveaux designs intérieurs et extérieurs des avions[1]. En mai, Croatia Airlines exploitait quatre Airbus A319-100, deux A320-200 et six turbopropulseurs De Havilland Canada DHC-8-400. A l'été, le premier A220-300 immatriculé 9A-CAE entra en service au départ de Zagreb, Split et Dubrovnik vers des destinations telles que Barcelone, Berlin, Francfort, Skopje, Paris et Londres Heathrow[2].

## Flotte
En juin 2025, la flotte de Croatia Airlines est constituée des appareils suivants :
| Types                     | Actifs | Commandes | Configuration | Notes                                 |
| ------------------------- | ------ | --------- | ------------- | ------------------------------------- |
| Airbus A220-100           | —      | 2         | CY127         |                                       |
| Airbus A220-300           | 5      | 8         | CY150         |                                       |
| Airbus A319-112           | 4      | —         | CY144/CY150   | Seront remplacés par des Airbus A220. |
| Airbus A320-214           | 2      | —         | CY174         | Seront remplacés par des Airbus A220. |
| De Havilland DASH 8 Q-400 | 5      | —         | Y76           | Seront remplacés par des Airbus A220. |
| TOTAL                     | 16     | 10        |               |                                       |

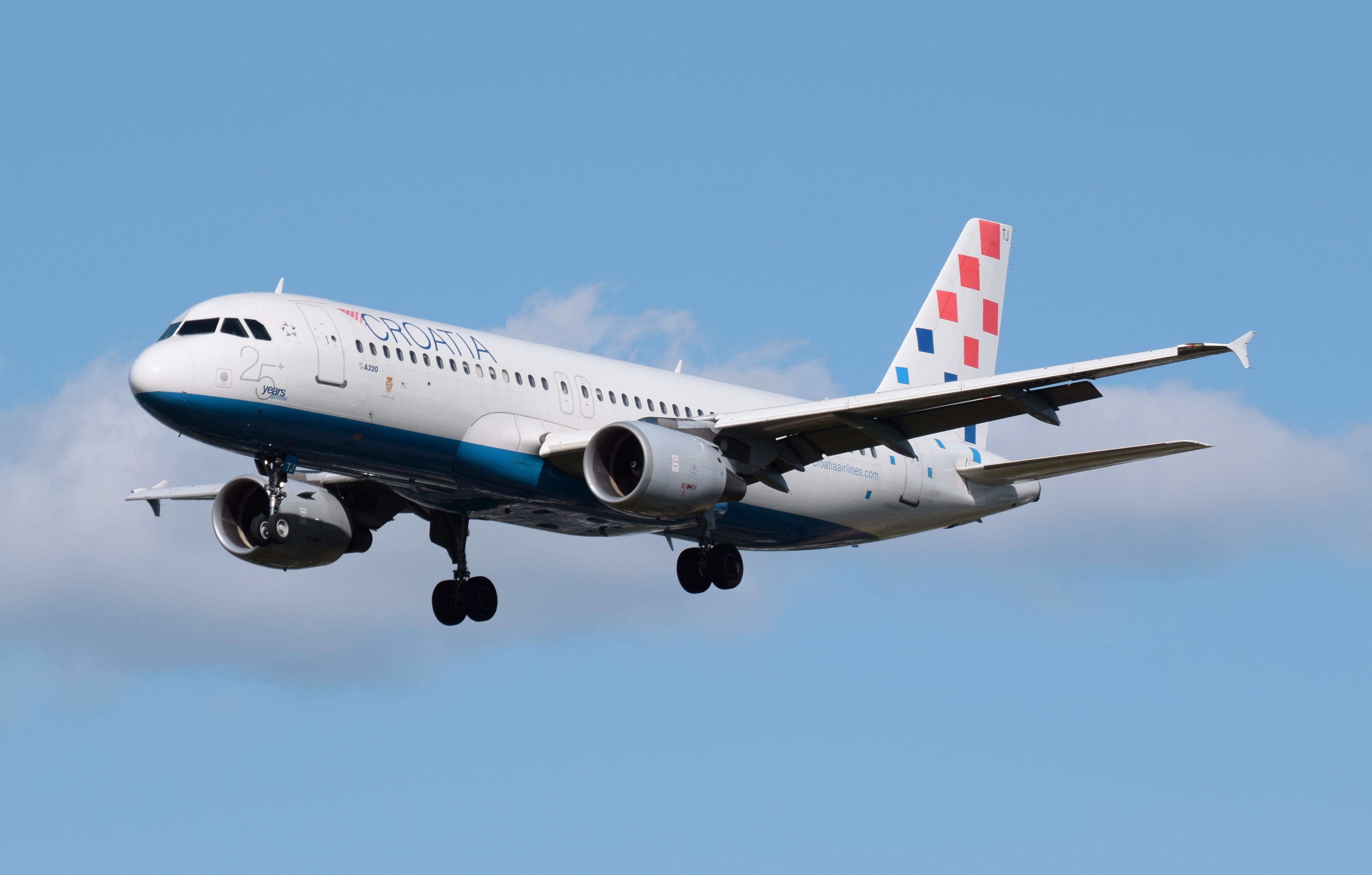
Airbus A320-214 de Croatia Airlines en approche à Heathrow

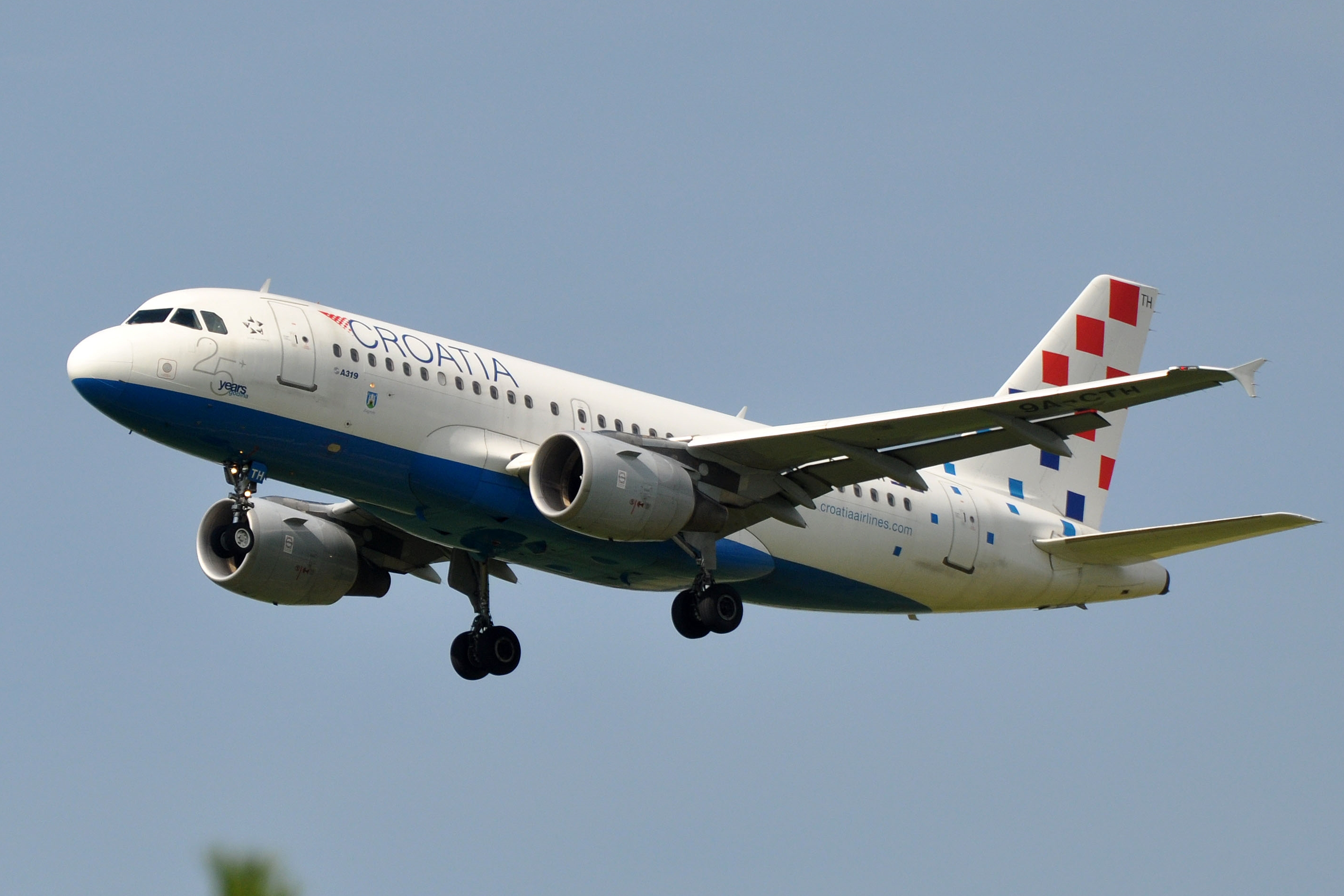
Airbus A319-112

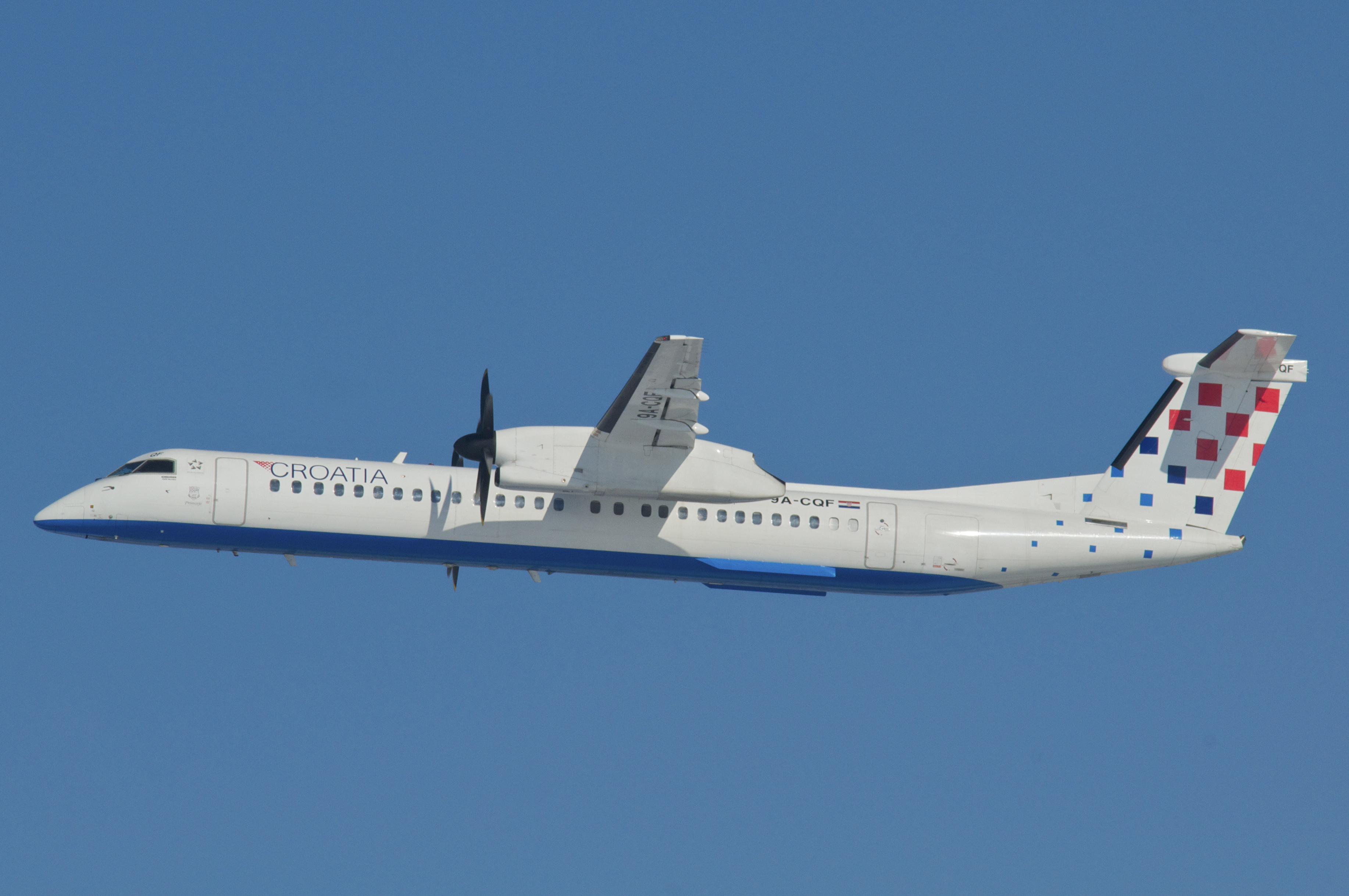
Bombardier Dash 8 de Croatia Airlines

Deux CRJ 1000 de la compagnie Air nostrum ont été loués en 2019, pour la troisième année consécutive.
Croatia Airlines passe une commande ferme sur six Airbus A220-300 en novembre 2022.